# Couleur Café

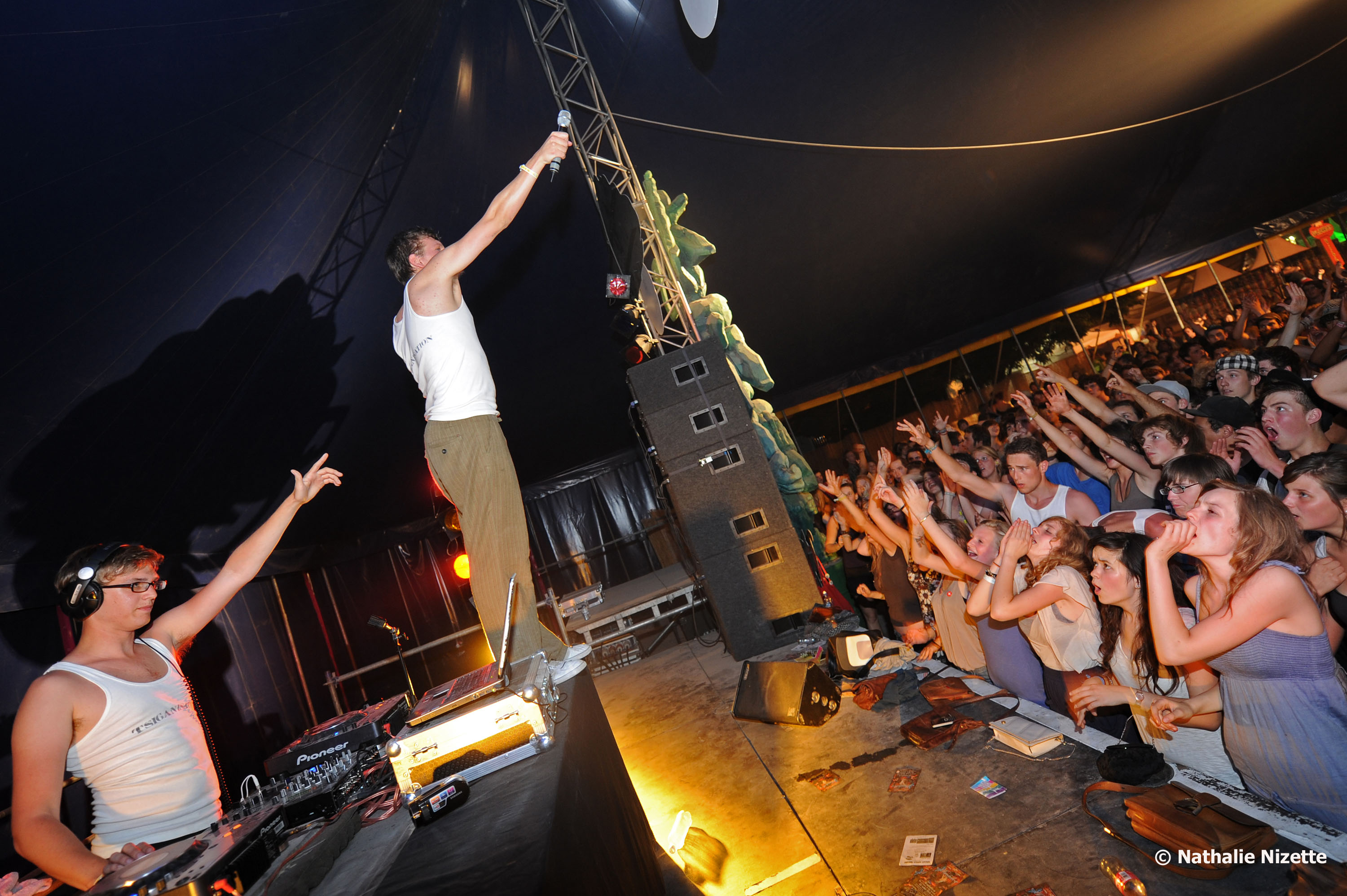
Optreden van Tsiganisation Project in 2010

Couleur Café is sinds 1990 een jaarlijks festival van drie dagen in Brussel rond eind juni, begin juli. Het is een driedaags urbanmusicfestival in Brussel met funk, hiphop, reggae, dance, dub, soul, latin, blues en rock verdeeld over vier podia. Op de affiche staan internationale topnamen naast minder bekend talent of lokale muzikanten. 

## Locatie
De eerste edities van het festival gingen door in de Hallen van Schaarbeek. Van 1994 tot en met 2016 vond het festival plaats in Thurn en Taxis. Sinds 2017 gaat het festival door in het Ossegempark aan de voet van het Atomium. Landschapsdeskundigen wijzen op de nefaste effecten van festivals als Colueur Café op da fauna en flora van het park, met de vraag om geschiktere locaties op te zoeken.
Naast de 45 live acts, komen er ook meer dan 40 dj's. In 2016 creëerde Couleur Café het hiphopproject Niveau4, een podium voor Belgische acts waar in de drie daaropvolgende jaren onder meer Roméo Elvis, Coely, Zwangere Guy, ISHA en Brihang speelden. 
Naast de muziek is er ook een kunsttentoonstelling, een markt ('Souk') met jonge designers, dansworkshops, cocktailbars en de ‘GoedEtenstraten’ waarin de keukens van tientallen landen worden gepresenteerd. Ook is er een Namaste dorp waar festivalgangers allerlei workshops kunnen volgen, massages kunnen krijgen of yoga-initiaties kunnen volgen. Festivalgangers kunnen hun tent neerzetten op Camping Zen, vlak naast het festivalterrein. Voor kinderen worden ook activiteiten georganiseerd tijdens het festival. 

## Jaren
De volgende bands hebben onder andere opgetreden:

### 1990
Angélique Kidjo, Irakere, Mamady Keita, Papa Wemba, Zap Mama

### 1991
Manu Dibango, Brenda Fassie, La Fille d'Ernest, Mory Kanté

### 1992
Cheb Khaled, Angélique Kidjo, Papa Wemba, Sampling, The Wailers, Jorge Ben Jor

### 1993
Classic Swédé Swédé, Mahlathini and the Mahotella Queens, Manu Dibango, Galliano, Mother Earth

### 1994
Johnny Clegg, Mory Kanté, Herbie Hancock

### 1995
Koffi Olomide, Largo, Terence Trent D'Arby

### 1996
Galliano, Habib Koité, Noa, The Believers

### 1997
Asian Dub Foundation, Maceo Parker, Youssou N’Dour, Ziggy Marley

### 1998
Ciocarlia, Daniela Mercury, Famoudou Konaté, Jimmy Cliff, Khadja Nin, Mamady Keita, Mory Kanté, Natacha Atlas, Starflam

### 1999
Cheb Mami, Faudel, Femi Kuti, Krewcial, P18, Zap Mama

### 2000
Alpha Blondy, Amadou & Mariam, Asian Dub Foundation, Candy Dulfer, Orishas, Postmen, The Herbaliser, The Skatalites, The Wailers, Youssou N'Dour

### 2001
Baaba Maal, Burning Spear, Carlinhos Brown, Culture, Khaled, Ozomatli, Starflam, Zuco 103

### 2002
Cesaria Evora, Daniela Mercury, Horace Andy, Mory Kanté, Orishas, P18, Sizzla, Wawadadakwa, Zuco 103

### 2003
Amparanoia, Asian Dub Foundation, I Muvrini, Israel Vibration, Jimmy Cliff, Kana, Mad Professor, Ojos De Brujo

### 2004
Amparanoia, Ska-P, Souad Massi, Babylon Circus, Amp Fiddler, Gabriel Ríos, Starflam

### 2005
Alpha Blondy, Arno, Femi Kuti, Jah Shaka, Jane Birkin, Kool Shen, Maceo Parker, Magnus, Mahala Raï Banda, Orishas, Rokia Traoré, Youssou N'Dour, Zap Mama, Zita Swoon

### 2006
Amparanoia, Burning Spear, Cali, Gabriel Ríos, George Clinton, Gilberto Gil, Ivete Sangalo, James Brown, Louise Attaque, Off The Record, Patrick Watson, Saïan Supa Crew, Think of One, Third World, Toumani Diabaté, Tracy Chapman, Vive la Fête, Fab Faya

### 2007
Buscemi, Cassius, DAAN, Dj Mehdi, Gotan Project, Kelis, Puggy, Sean Paul, The Roots, The Tellers, Ziggy Marley

### 2008
Aṣa, Erykah Badu, Gentleman, Jimmy Cliff, Kassav', Kery James, Natacha Atlas, Orishas, Zucchero

### 2009
Amadou & Mariam, Alpha Blondy, Arno, Asian Dub Foundation, Babylon Circus, Ben Harper, Benabar, Cesaria Evora, Emir Kusturica, Khaled, Keziah Jones, Magic System, Mamady Keita, Oi Va Voi, Ozomatli, Rohff, Selah Sue, Shameboy, Solomon Burke, The Skatalites, Zap Mama

### 2010
1060, Tsiganisation Project, Diam's, Ebony Bones, Femi Kuti, George Clinton, Hindi Zahra, Papa Wemba, Rox, Scylla, Selah Sue, Snoop Dogg, Soprano, Staff Benda Bilili

### 2011
Absynthe Minded, Alborosie, Arsenal, DJ Shadow, Merdan Taplak, Seal, Selah Sue, Yael Naim, Ziggy Marley, Ziggi Recado.

### 2012
|                  | Titan Stage                                          | Univers Stage | Phoenix Stage                                                                               |
| ---------------- | ---------------------------------------------------- | --- | ------------------------------------------------------------------------------------------- |
| vrijdag 29 juni  | Psy4 De La Rime Magic System Jessie J Erykah Badu    | Collie Buddz & New Kingston Nas Sharon Jones & The Dap-Kings Lee & Omar Perry met Adrian Sherwoord & The Home Grown Band | Boban i Marko Markovic Orkestar Imany Tinariwen Joshua                                      |
| zaterdag 30 juni | Admiral T Gentleman De La Soul Sean Paul             | Caravan Palace Le Peuple de l'Herbe Ruzzo & Roldan (Orishas) Chinese Man The Subs                                        | La Chiva Gantiva Beverly Jo Scott Jali Bomba Estéreo                                        |
| zondag 1 juli    | Zebda Gogol Bordello Ben l'Onlce Soul Stephen Marley | Orquesta Buena Vista Social Club met Omara Portuondo Brigitte Ayo Public Enemy                                           | Sebastian Sturm The Peas Project Childish Gambino Hypnotic Brass Ensemble General Elektriks |

### 2013
|                  | Titan Stage                                                                              | Univers Stage                                                                         | Move Stage                                                                                  |
| ---------------- | ---------------------------------------------------------------------------------------- | ------------------------------------------------------------------------------------- | ------------------------------------------------------------------------------------------- |
| vrijdag 28 juni  | Max Romeo & The Congos Aloe Blacc Nneka Wyclef Jean & Refugee Camp Faithless & Maxi Jazz | Trixie Whitley Kery James Skip The Use Jimmy Cliff                                    | Coely Sindicato Sonico Saule La Makina Del Karibe Neneh Cherry & RocketNumberNIne           |
| zaterdag 29 juni | Tarrus Riley Fat Freddy's Drop Andy Allo Macklemore & Ryan Lewis Matisyahu               | Gandhi Zaz Xavier Rudd Maceo Parker Birdy Nam Nam                                     | Nina Miskina Spaïce Ondatropica Acoustic Africa Cody Chesnutt JoeyStar B.O.S.S. Soundsystem |
| zondag 30 juni   | Raggasonic Calexico Patrice CeeLo Green                                                  | Balkan Beat Box Mos Def & Robert Glasper Band Morgan Heritage Die Antwoord Wax Tailor | Yew Delvis Rebelution Salif Keita Féfé                                                      |

### 2014
|                  | Titan Stage                                                                               | Univers Stage                                                                   | Move Stage                                                                                              |
| ---------------- | ----------------------------------------------------------------------------------------- | ------------------------------------------------------------------------------- | --- |
| vrijdag 27 juni  | Dilated Peoples Dizzee Rascal Tiken Jah Fakoly Puggy Basement Jaxx                        | Iron Ites Morcheeba Girls in Hawaii The Parov Stelar Band Seeed                 | La Yegros Skip & Die De Jeugd van Tegenwoordig Seun Kuti Soldout                                        |
| zaterdag 28 juni | Keziah Jones Burning Spear Ben Howard Chinese Man                                         | Laura Mvula The Gladiators met Droop Lion Chance the Rapper The Subs Tricky     | Veence Hanao Oyster Node DJ Tudo e Sua Gente de Todo Lugar Holi Couleur Akua Naru Cuban Beats All Stars |
| Zondag 29 juni   | Ky-Mani Marley John Butler Trio Alpha Blondy Bootsy Collins and the Funk Unity Jurassic 5 | Protoje & The Indiggnation Youssoupha Gabriel Rios Asian Dub Foundation Danakil | Little Collin Blitz The Ambassador The Soul Rebels Suarez Magnus                                        |

### 2015
|                  | Titan Stage                                                   | Univers Stage                                                                            | Move Stage                                                                                           |
| ---------------- | ------------------------------------------------------------- | ---------------------------------------------------------------------------------------- | --- |
| vrijdag 27 juni  | Gentleman Arsenal Wu-Tang Clan Dub Inc                        | Tarrus Riley met Dean Fraser & Alaine Crystal Fighters Wyclef Jean Kavinsky The Magician | L'Or Du Commun & Roméo Elvis Bigflo & Oli Ester Rada Shantel & Bucovina Club Orkestar Hiatus Kaiyote |
| zaterdag 28 juni | La Chiva Gantiva Collie Budz 1995 Busta Rhymes Caravan Palace | Israel Vibration Starflam Modestep Alborosie & The Shenghen Clan Etienne de Crécy        | Fùgù Mago Meets Binti Flavia Coelho G-Eazy Palenke Soultribe Kasai Allstars                          |
| Zondag 29 juni   | Milky Chance Groundation Cypress Hill SOJA                    | Naâman Sergent Garcia Joey Badass Xavier Rudd & The United Nations Buraka Som Sistema    | Pucho Diaz La Smala Oddisee Jah9 Jupiter & Orkwess International                                     |

### 2016
|                 | Titan Stage                                             | Univers Stage                                                                          | Move Stage                                                                       | Dance Stage                                      |
| --------------- | ------------------------------------------------------- | -------------------------------------------------------------------------------------- | -------------------------------------------------------------------------------- | ------------------------------------------------ |
| Vrijdag 1 juli  | Chronixx Chic met Nile Rodgers Selah Sue Magic System   | Ibeyi Oxmo Puccino Mr. Vegas Method Man & Redman                                       | Kwabs Quantic Live G.A.N. St. Paul & The Broken Bones Akua Naru                  | Woodie Smalls Roméo Elvis & Le Motel Pomrad LTGL |
| Zaterdag 2 juli | Arno Ghinzu De La Soul Youssou N'Dour Julian Marley     | Cunninlynguists The Royal Family of Morgan Heritage Goran Bregovic Claptone Jamie Woon | Alpha Wann Hudson Mohawke Young Fathers Elito Y Reve Y Su Charagon Atomic Spliff | Clap! Clap! Kel Assouf Chicos Y Mendez           |
| Zondag 3 juli   | Bunny Wailer Nneka Black Box Revelation Soprano Protoje | De Jeugd Van Tegenwoordig NIVEAU4 Kassav' Trixie Whitley Apollo Brown & Guilty Simpson | Grandgeorge Pat Thomas & Kwashibu Area Band Féfé MHD Raging Fyah Omar Souleyman  | Jeremy Loops Inna Modja Bomba Estéreo            |

### 2017
|                 | Red Stage                                                                                           | Green Stage                                                                             | Blue Stage                                                                     | Elektropedia Black Stage                     |
| --------------- | --------------------------------------------------------------------------------------------------- | --------------------------------------------------------------------------------------- | ------------------------------------------------------------------------------ | -------------------------------------------- |
| Vrijdag 30 juni | Ronnie Flex & Deuxperience Band Patrice -M- presents Lamomali Orishas                               | Pura Vida Kabaka Pyramid & The Bebble Rockers Vald Roméo Elvis x Le Motel Birdy Nam Nam | J Bernardt Flavia Coelho Fatima Sango                                          | Goodfellas Sound System x Supafly Collective |
| Zaterdag 1 juli | Yaniss Odua Oumou Sangaré Emir Kusturica & The No Smoking Orchestra Toots and The Maytals The Roots | Sysmo Scylla Coely Niveau4 Tomi & Su Timbalight                                         | Daniel Dzidzonu Demi Portion La Dame Blanche Baloji LeFtO Compact Disk Dummies | Goodfellas Sound System x Supafly Collective |
| Zondag 2 juli   | Jungle by Night Kery James Alpha Blondy Flatbush Zombies Damian "Jr. Gong" Marley                   | Caballero & Jeanjass Jupiter & Okwess Lil Dicky Lianne La Havas (solo) Deluxe           | Soom T Jmsn Princess Nokia Loyle Carner Guts Live Band Batuk                   | Goodfellas Sound System x Supafly Collective |

### 2018
|                  | Red Stage                                                                  | Green Stage | Blue Stage                                                                        | Black Stage |
| ---------------- | -------------------------------------------------------------------------- | --- | --------------------------------------------------------------------------------- | ----------- |
| Vrijdag 29 juni  | Alborosie Damso Amadou & Mariam Angèle                                     | Panda Dub Selah Sue Ibeyi Melanie De Biasio Dubioza Kolekttiv                                                  | Makala, Di-meh, Slim K Togo All stars Oddissee & Good Compny Mahalia TheColorGrey |             |
| Zaterdag 30 juni | George Clinton Residente Chronixx Naâman Blackwave.                        | The Underachievers Leon Bridges Akua Naru Gregory Porter Témé Tan                                              | AliA Niveau4 Tank and The Bangas El Caribefunk Juicy De Palenque à Matongé        |             |
| Zondag 1 juli    | Chinese Man ft. Youthstar & ASM Young Thug Ziggy Marley Milky Chance Coely | Tarrius Riley ft. Dean Fraser & Blak Soil Lee Fields & The Expressions Stikstof Calypso Rose Fatoumata Diawara | L'Or Du Commun Smino Metà Metà Masego Le 77 Chicos y Mendez                       |             |

### 2019
|                  | Red Stage                                                                | Green Stage                                                        | Blue Stage                                                                    | Black Stage |
| ---------------- | ------------------------------------------------------------------------ | ------------------------------------------------------------------ | ----------------------------------------------------------------------------- | ----------- |
| Vrijdag 28 juni  | Xavier Rudd Sean Paul Zwangere Guy Kabaka Pyramid                        | Wizkid Mick Jenkins Night Lovell KOKOROKO Les Amazones D'Afrique   | Arp Frique & Family La Yegros Samory-I & The Black Heart Kojaque DVTCH NORRIS |             |
| Zaterdag 29 juni | Gentleman Craig David presents TS5 Joyner Lucas Salif Keita Inna De Yard | Hamza Niveau4 XXL Tamino Kamasi Washington Veence Hanao & Le Motel | BCUC OSHUN Loud Hollie Cook Shayfeen & Madd Bombataz                          |             |
| Zondag 30 juni   | Ms. Lauryn Hill Protoje Goran Bregovic Tiken Jah Fakoly                  | KOKOKO! The Cat Empire Rejjie Snow Groundation Amparanoia          | Glauque ISHA Kabola Sampa The Great Lachy y La Suprema Ley Martha Da'Ro       |             |

### 2020
Vanwege de COVID-19-pandemie werd de 2020 editie afgeblazen.

### 2021
Ook in 2021 werd het festival afgeblazen omdat er geen richtlijnen of adviezen tijdig bekend waren gemaakt door de Belgische regering.

### 2022
|                  | Red Stage                                                | Green Stage                                                                    | Black Stage                                             | Dub Stage |
| ---------------- | -------------------------------------------------------- | ------------------------------------------------------------------------------ | ------------------------------------------------------- | --- |
| Vrijdag 24 juni  | Fally Ipupa Zwangere Guy Koffee Youssou N'Dour           | Panda Dub The Comet is Coming Caballero & JeanJass Blaiz Fayah Jungle By Night | DJ Maphorisa Black Motion DJ Nigga Fox Blck Mamba       | O.B.F. Sound System Reggaebus ft Omar Perry Weeding Dub Stand High Patrol DJ-Set Blackbird Soundsystem           |
| Zaterdag 25 juni | Shaggy Pongo Afrontal Yemi Alade Lila Iké                | FRONTAL Soundsystem Omah Lay Niveau4 Bas IAMDDB Lee Fields                     | Carl Craig Romare Deena Abdelwahed DC Salas             | Aba Shtani-I Jah Observer Crucial Alphonso Mad Codiouf ft Reggaebus Natural Skanking                             |
| Zondag 26 juni   | Nathy Peluso Dub Inc Stikstof AJ Tracey Sampha The Great | BCUC Mr Eazi TiiwTiiw Cimafunk Elidad Almeida                                  | Lefto Early Bird Gilles Peterson Philou Louzolo La Dame | O.B.F Soundsystem ft Charlie P & Sr Wilson Manudigital ft Carporal Negus Zion Train Reggaebus O.B.F Sound System |

### 2023
|                  | Red Stage                                                          | Green Stage                                                    | The Fox                                                                 | Black Stage                                       | Dub Stage |
| ---------------- | ------------------------------------------------------------------ | -------------------------------------------------------------- | ----------------------------------------------------------------------- | ------------------------------------------------- | --- |
| Vrijdag 23 juni  | Roméo Elvis Fireboy DML SOJA Blackwave.                            | Ayra Starr Earl Sweatshirt Thundercat Naza Karpe: Omar Sheriff | ECHT! Peet Jaz Elise Sofia Gabanna M.CHUZI                              | Danilo Plessow (MCDE) Coco Em DTM Funk Coco Maria | Kanka Mahom Dub Engine Bisou Reggaebus Soundsystem                                                             |
| Zaterdag 24 juni | Protoje TAYC Coely Seun Kuti & Egypt 80 Mortimer                   | Innoss'B Niveau4 BNXN ArrDee Orchestra Baobab                  | Lander & Adriaan Compota de Manana Jazz Brak JUICY Kuna Maze            | Jyoty Kampire Nídia Yooth x Bona Léa              | Wicked and Bonny ft Berise Iration Steppas King Shiloh + Black Omolo Joe Yorke & Purkins Reggaebus SoundSystem |
| Zondag 25 juni   | Joey Bada$$ Black Sherif Tash Sultana Gente de Zona Kabaka Pyramid | London Afrobeat Collective ISHA EARTHGANG The Cavemen. YENDRY  | La Jungle Kin'gongolo Kiniata Neue Grafik Ensemble Flohio Reinel Bakole | DJ Vega Branko DJ Lag M I M I                     | Vandal Anthony B ft. Little Lion Sound Reggaebus SoundSystem Little Lion Sound Atili                           |

### 2024
|                  | Red Stage                                                                 | Green Stage                                                    | The Fox                                                     | Black Stage                                     | Dub Stage | La Plancha                      |
| ---------------- | ------------------------------------------------------------------------- | -------------------------------------------------------------- | ----------------------------------------------------------- | ----------------------------------------------- | --- | ------------------------------- |
| Vrijdag 28 juni  | Julian Marley Disiz Frenna & The Gang Masego                              | Meryl Jesse Royal SiR Ghetts Blaqbonez                         | Hilk van JMF MonoNeon DIKKE Swing Kabola                    | Ninette Golden Zebora BurunTuma VHOOR Musa Keys | METTA FREQUENCIES ft Anthony John Aba Shanti-I meets Jah Observer Alpha Steppa & Awa Fall Sumac Dub Reggaebus Soundsystem Imperial Sound Army | Manteiga Sylvia Mambele         |
| Zaterdag 29 juni | Steel Pulse Ferre Gola Lila Iké Action Bronson Bad Gyal                   | Nubya Garcia Compota de Manana Brihang Biga*Ranx Broederliefde | Morgan Martha Da'ro Cristale TUKAN Aunty Rayzor Catu Diosis | RaQL b2b Bo Meng Moonshine JAEL Skyla Tylaa     | Roots Explosion Reggaebus SoundSystem Mafia & Fluxy meets Megumi Mesaku Iseo & Dodosound Tetra Hydro K                                        | Papi da Silva DJ NC Ekany       |
| Zondag 30 juni   | Romain Virgo Charlotte Adigéry & Bolis Pupul Stikstof Tems Sidiki Diabaté | Sho Madjozi Fatoumata Diawara Busy Signal NIVEAU4 JPEGMafia    | STACE Lord Apex Nubiyan Twist Jah Lil Fulu Miziki Kolektiv  | Cheb Runner Paula Tape Bibi Seck Austin Millz   | Reggabus Soundsystem Unlisted Fanatic presents the UFO Collective Sanga Mama Africa ft Black Omolo Telly* JAEL O.B.F x Iration Steppas        | DJ G-Lo DJ iNess Ice-T Cuuurtis |

### 2025
|                  | Red Stage                                               | Green Stage                                                                 | The Fox                                                 | Black Stage                                                                   | Dub Stage                                                                                                  | La Plancha                             |
| ---------------- | ------------------------------------------------------- | --------------------------------------------------------------------------- | ------------------------------------------------------- | ----------------------------------------------------------------------------- | --- | -------------------------------------- |
| Vrijdag 27 juni  | Baloji DYSTINCT Little Simz Omah Lay                    | Etuk Ubong Jordan Rakei Kin'Gongola Kiniata Pa Salieu                       | MAVEE Ife Ogunjobi Tawsen Toya Delazy Maraboutage       | O'SIMMIE b2b Kevin Kofii th4ys Rosa Pistola Zack Fox                          | Feminine Hi-Fi ReggaeBus Jideh High Elements Higher Meditation ft. Jah Marnyah and Nia Songbird Kanka Mala | B2B2B DDVRKK Jacques Jaguar Mambele    |
| Zaterdag 28 juni | Kofi Stone Burning Spear Werrason Shenseea Nathy Peluso | Jalen Ngonda Maureen Jazz Brak Niveau4 L'Entourloop                         | JAZMYN BNNYHUNNA Mo'Kalamity Aili Bamby                 | Rrita Jashari b2b Clara! b2b Laryssa Kim Karen Nyame KG Crystallmess Nooriyah | Youthie Tippy I Jah Version Ondubground Reggaebus Mahom                                                    | Ravi Bongo Brownsugvr Joliiah TUTUMIMI |
| Zondag 29 juni   | Groundation TIF Dino D'Santiago Davido Denzel Curry     | Jungeli Kokoroko Saïan Supa Celebration DIKKE Queen Omega & The Royal Souls | Camille Yembe Godson Blanco Tshegue Kybba Missy Da Kunt | Susobrino LA CREOLE: Sylvere & Missy Da Kunt Heaven Sam Blck Mamba b2b BAMBII | Docta G CHATON Supa Mana Joe Yorke Crucial Alphonso Micah Shemaiah Manudigital feat. Dapatch               | Keesha Chicago Jolani Armizy           |